# Shri Vidya
 (mars 2024).

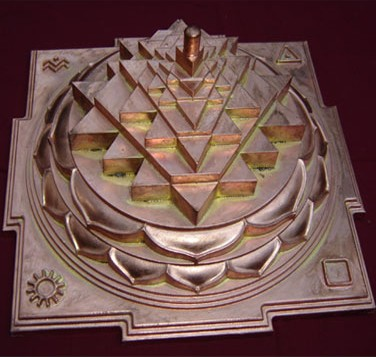
Le Shri Yantra (montré ici dans la projection tridimensionnelle connue sous le nom de Shri Meru Chakra ou Maha Meru) est au cœur de la plupart des formes tantriques du shaktisme.

Shri Vidya ( ISO : Śrī Vidyā ; litt.« connaissance », « apprentissage », « savoir » ou « science » ;  parfois également orthographié Sri Vidya ou Shree Vidya ) est un système religieux tantrique hindou consacré à la Déesse. Shri Vidya s'est développé à partir de diverses influences, en particulier du shivaïsme kāśmīr, et ses doctrines restent similaires à cette tradition. 
Dans la théologie principalement Shakta de Śrī Vidyā la déesse est suprême, transcendant le cosmos qui est sa manifestation.  Elle est vénérée sous la forme d'un diagramme mystique (sanskrit : yantra ), un foyer central et un objet rituel composé de neuf triangles qui se croisent, appelés Shri Yantra ou Śrī Cakra . 
La tradition sud-indienne de Sri Vidya se concentre généralement sur Lalitā Tripurasundarī ( Belle Déesse des Trois Mondes ) comme forme principale de Mahadevi . Outre Mahātripurasundarī, d'autres divinités importantes dans cette tradition incluent Gaṇapati, Bālā, Rājamātaṅgī, Mahāvārāhī et Parā. La source la plus importante pour cette branche de Sri Vidya est le Paraśurāma Kalpasūtra . Mille noms pour cette forme de Devī sont récités dans le Lalitā Sahasranāma, qui inclut les concepts Śrī Vidyā .  La secte accepte et vise à fournir à la fois la prospérité matérielle et la réalisation de soi. Il possède une littérature abondante. 
Le spécialiste le plus important de Sri Vidya est sans aucun doute Bhāskararāya (1690-1785), qui a écrit plus de 40 ouvrages dans la perspective de Sri Vidya.   Il est l'auteur de textes clés de Sri Vidya comme le Saubhāgyabhāskara (un commentaire du Lalitā Sahasranāma ), Varivasyārahasya (un ouvrage sur le mantra et le culte de Sri Vidya) et le Commentaire sur Nityāṣōḍaśikārṇava.

## Textes majeurs
- Bhavana Upanishad
- Parasurama Kalpasutra
- Sarada Tilaka
- Saundarya Lahari
- Tripura Rahasya